# Eparquía de Newton

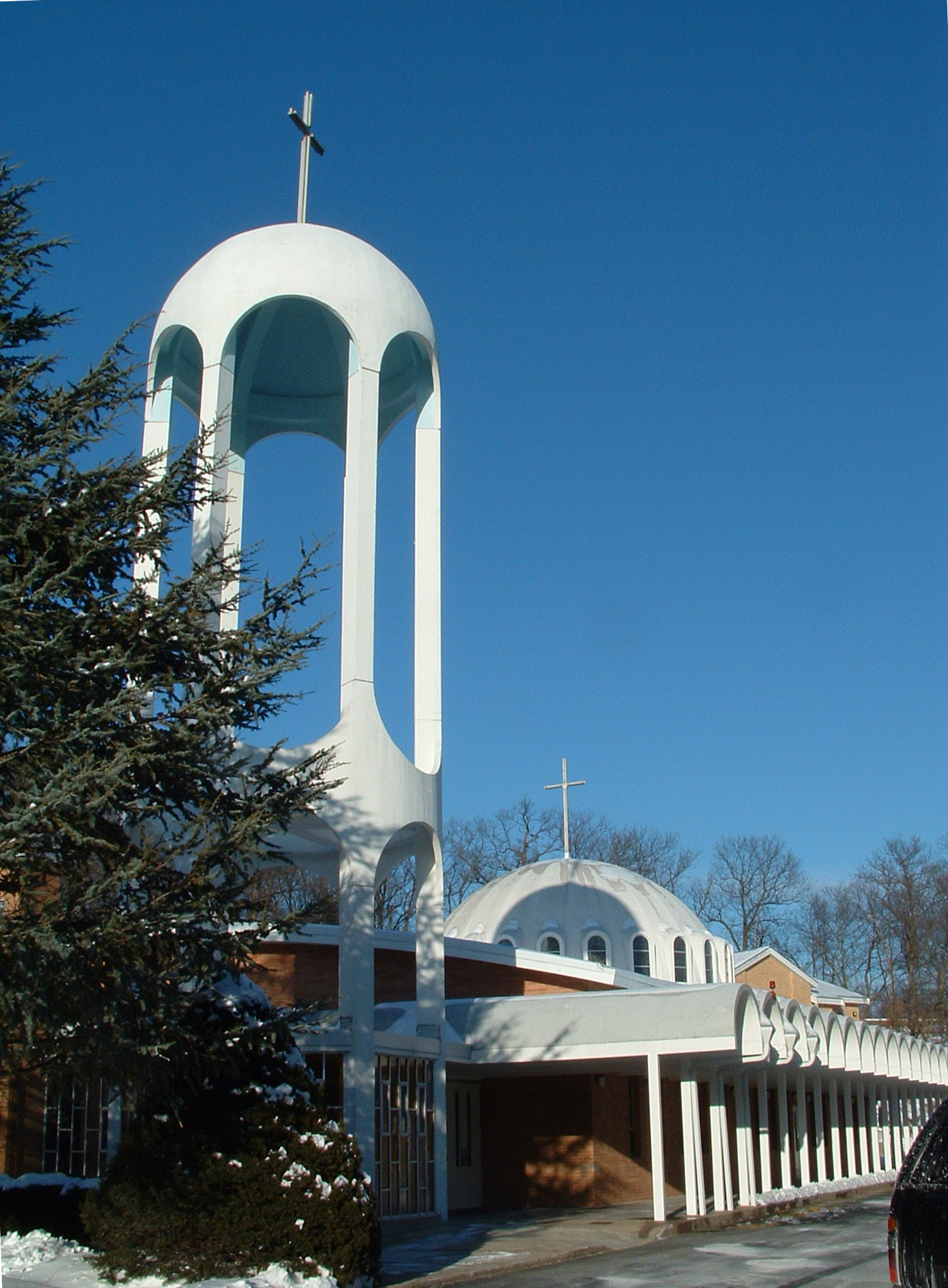
Catedral de Nuestra Señora de la Anunciación

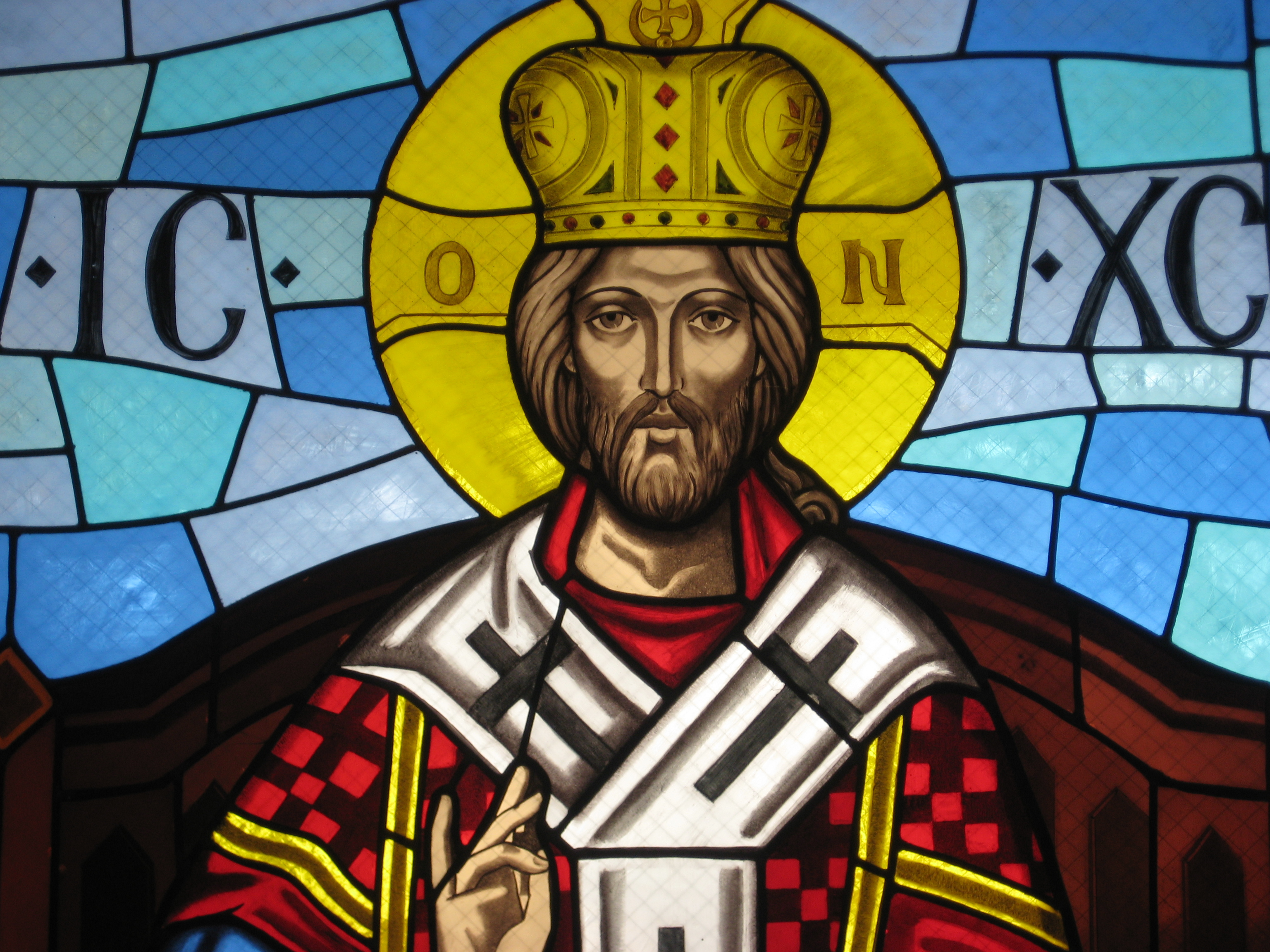
Vitral en la catedral de Nuestra Señora de la Anunciación

La eparquía de Newton (en latín: Eparchia Neotoniensis Graecorum Melkitarum y en inglés: Melkite Greek Catholic Eparchy of Newton) es una circunscripción eclesiástica de la Iglesia católica en Estados Unidos. Se trata de una eparquía greco-melquita católica inmediatamente sujeta a la Santa Sede. Desde el 20 de agosto de 2022 su eparca es François Beyrouti.
En el Anuario Pontificio la Santa Sede usa el nombre Newton dei Greco-Melkiti. En el sitio web del patriarcado greco-melquita los nombres utilizados son: en francés: Newton y en árabe: نيوتون‎.

## Territorio y organización
La eparquía extiende su jurisdicción sobre los fieles católicos armenios residentes en todo el territorio de Estados Unidos.
La sede de la eparquía se encuentra en Newton y en West Roxbury, un suburbio de Boston, en donde se halla la Catedral de Nuestra Señora de la Anunciación. En Los Ángeles se encuentra la Concatedral de Santa Ana.
En 2019 en la eparquía existían 43 parroquias (incluyendo 10 misiones y comunidades).
Parroquias
- St. John the Baptist Church, en Northlake, Illinois
- St. Michael the Archangel Melkite Church, en Hammond, Indiana
- St. George Melkite Church, en Milwaukee, Wisconsin
- St. Joseph Melkite Catholic Church, en Lansing, Míchigan
- St. George Melkite Church, en Birmingham, Alabama
- Holy Resurrection Church, en Columbus, Ohio
- Our Lady of Redemption Church, en Warren, Míchigan
- St. John of the Desert Church, en Phoenix, Arizona
- St. Elias Melkite Church, en Brooklyn, Cleveland en Ohio
- St. John Chrysostom Melkite Church, en Atlanta, Georgia
- St. Joseph Melkite Church, en Akron, Ohio
- St. Ignatios of Antioch Church, en Augusta, Georgia
- St. Nicholas Church, en Rochester, Nueva York
- Holy Transfiguration Melkite Church, en McLean, Virginia
- Holy Cross Melkite Church, en Placentia, California
- St. Anne Church, en North Hollywood, California
- St. Joseph Melkite Church, en Scranton, Pensilvania
- St. George Melkite Church, en Sacramento, California
- St. Basil Melkite Church, en Utica, Nueva York
- St. Elias Melkite Church, en la St. Basil the Great Byzantine Church de Los Gatos en San José, California[5]
- St. Ann Melkite Church, en Woodland Park, Nueva Jersey
- St. Demetrius Church, en Cliffside Park, Nueva Jersey
- Virgin Mary Church, en Brooklyn, Nueva York
- Christ the Savior Melkite Church, en Yonkers, Nueva York
- St. Ann Church, en Danbury, Connecticut
- St. Ann Melkite Church, en Waterford, Connecticut
- Our Lady of Perpetual Help Church, en Worcester, Massachusetts
- St. Nicholas Church, en Delray Beach, Florida
- Our Lady of the Cedars Church, en Mánchester, Nuevo Hampshire
- St. Basil the Great Church, en Lincoln, Rhode Island
- St. Joseph Melkite Church, en Lawrence, Massachusetts
- Annunciation Cathedral, en el barrio West Roxbury de Boston, Massachusetts
- St. Jude Melkite Church, en Miami, Florida

Misiones y comunidades
- Melkite Greek Catholic Community en la iglesia ucraniana St. George de Lincoln, Nebraska
- Houston Melkite Outreach en la St. John Chrysostom Byzantine Church de Houston, Texas
- St. Michael Melkite Mission, en Plymouth, Míchigan
- St. Philip Melkite Mission, en San Bernardino, California
- Virgin Mary Melkite Community, en Temecula, California
- Annunciation Melkite Greek Catholic Mission en Covina, California
- St. Jacob Melkite Community, en San Diego, California
- St. Paul Melkite Mission, en la St. Andrew Church de El Segundo, California
- St. Joseph Mission, en la St. Matthew RC Church de Seattle, Washington
- Community of the Mother of God of Tenderness, en Danbury, Connecticut

Seminario
- St. Basil's Greek Melkite Catholic Seminary, en Methuen, Massachusetts

## Historia
La primera gran ola de inmigración melquita desde el Medio Oriente a los Estados Unidos tuvo lugar a fines del siglo XIX, y la primera iglesia melquita estadounidense se estableció en Nueva York en 1889, seguida al año siguiente por la comunidad de Boston. Debido a que no había una estructura diocesana para los melquitas en Estados Unidos en ese momento, sus parroquias estaban bajo la jurisdicción de los obispos diocesanos locales de rito latino.
El creciente número de fieles melquitas provenientes de diversos países árabes determinó la constitución de una circunscripción eclesiástica. El exarcado apostólico de los Estados Unidos de América para los fieles melquitas, sufragáneo de la arquidiócesis de Boston, fue erigido el 10 de enero de 1966 mediante la bula Byzantini Melkitarum del papa Pablo VI.

De sententia ideo venerabilis Fratris Nostri Hamleti Ioannis S. R. E. Cardinalis Cicognani, a publicis Ecclesiae negotiis, deque suprema potestate Nostra in Foederatis Americae Septemtrionalis Civitatibus exarchatum apostolicum constituimus, fidelibus iuvandis ritus byzantini Melkitarum, metropolitanae Sedi Bostoniensi instar suffraganei, cuius sedes in urbe Bostonia poni debet, exarchalis vero magisterii cathedra in sacra aede, cui per vulgus appellatio «Annuntiation Rectory», donec scilicet aliter consulatur.

El archimandrita Justin Najmy (1898-1968), pastor de la St. Basil the Great Church en Central Falls en Rhode Island, fue designado como el primer exarca por el papa Pablo VI el 27 de enero de 1966. El nombramiento de Najmy como exarca en un primer momento provocó protestas del patriarca melquita Máximo IV Saigh, porque él y el sínodo de la Iglesia melquita habían elegido un candidato diferente, y el nombramiento, decidido por la Congregación para las Iglesias Orientales, sometió al nuevo exarca a la Santa Sede y solo fue responsable ante el patriarca y el sínodo en asuntos litúrgicos. Después de la muerte del obispo Najmy en 1968 se reanudó la controversia sobre el nombramiento de los obispos melquitas en Estados Unidos. El patriarca Máximo V Hakim nombró a un administrador para el exarcado, contra los deseos de la Congregación para las Iglesias Orientales, y él y el sínodo sostuvieron que el decreto Orientalium Ecclesiarum del Concilio Vaticano II había cancelado la ley canónica anterior, bajo la cual los nombramientos fueron hechos exclusivamente por el papa. El arzobispo Joseph Tawil, el vicario patriarcal de Damasco, fue nombrado sucesor de Najmy en octubre de 1969, en un procedimiento que el patriarca describió como un compromiso.
El 28 de junio de 1976 mediante la bula Cum apostolicum del papa Pablo VI el exarcado fue elevado a eparquía y obtuvo su nombre actual.

Cum apostolicum officium Nostrum requirat, ut aptius in dies Christianorum fidelium coetibus consulamus, visum est Nobis omnino accipiendam esse sententiam Venerabilis Fratris Nostri S. R. E. Cardinalis Praefecti Sacrae Congregationis pro Ecclesiis Orientalibus de Exarchatu apostolico pro fidelibus ritus byzantini Melchitarum, in Foederatis Americae Septemtrionalis Civitatibus degentibus, ad gradum Eparchiae attollendo. Ex quo enim haud ita pridem constitutus est, multum in eo incrementi catholicae res habuerunt, ita ut vel maiora in posterum exspectari iure possint. Audita igitur hoc super negotio etiam sententia Patriarchae Antiocheni Melchitarum, Episcoporum praeterea Conferentiae earumdem Civitatum atque Apostolici ea in Natione Delegati, auctoritate jostra decernimus ut Exarchatus apostolicus quem diximus ad gradum Eparchiae attollatur, titulo loci vulgo « Newton, Massachusetts », pro omnibus fidelibus ritus byzantini Melchitarum, princeps seu eparchiale cuius templum erit sacra aedes « Dominae Nostrae ab Annuntiatione », in loco vulgo « Rosindale » exstans.

El 2 de noviembre de 2008, con la presencia del patriarca Gregorio III Laham, fue celebrado el primer centenario de la catedral eparquial.
El 27 de febrero de 2015 con el decreto Cum urbs Angelorum de la Congregación para las Iglesias Orientales, la iglesia de Santa Ana de Los Ángeles se convirtió en concatedral de la eparquía.

## Estadísticas
De acuerdo al Anuario Pontificio 2020 la eparquía tenía a fines de 2019 un total de 22 000 fieles bautizados.
| Año                                                                             | Población            | Población | Población      | Sacerdotes | Sacerdotes    | Sacerdotes    | Bautizados por sacerdote | Diáconos permanentes | Religiosos | Religiosos | Parroquias |
| Año                                                                             | Bautizados católicos | Total     | % de católicos | Total      | Clero secular | Clero regular | Bautizados por sacerdote | Diáconos permanentes | Varones    | Mujeres    | Parroquias |
| ------------------------------------------------------------------------------- | -------------------- | --------- | -------------- | ---------- | ------------- | ------------- | ------------------------ | -------------------- | ---------- | ---------- | ---------- |
| 1966                                                                            | 50 000               | ?         | ?              | 30         | 30            |               | 1666                     |                      |            |            | 22         |
| 1976                                                                            | 48 300               | ?         | ?              | 47         | 25            | 22            | 1027                     | 7                    | 27         | 6          | 27         |
| 1980                                                                            | 22 358               | ?         | ?              | 59         | 33            | 26            | 378                      | 10                   | 38         | 4          | 32         |
| 1990                                                                            | 26 100               | ?         | ?              | 63         | 43            | 20            | 414                      | 20                   | 27         | 3          | 40         |
| 1999                                                                            | 27 500               | ?         | ?              | 60         | 41            | 19            | 458                      | 30                   | 22         | 3          | 35         |
| 2000                                                                            | 27 629               | ?         | ?              | 59         | 42            | 17            | 468                      | 29                   | 17         | 3          | 35         |
| 2001                                                                            | 27 934               | ?         | ?              | 59         | 42            | 17            | 473                      | 31                   | 17         | 3          | 35         |
| 2002                                                                            | 28 026               | ?         | ?              | 60         | 44            | 16            | 467                      | 36                   | 16         | 3          | 35         |
| 2003                                                                            | 29 323               | ?         | ?              | 61         | 45            | 16            | 480                      | 36                   | 16         | 3          | 35         |
| 2004                                                                            | 29 024               | ?         | ?              | 60         | 45            | 15            | 483                      | 39                   | 15         | 3          | 35         |
| 2009                                                                            | 26 704               | ?         | ?              | 64         | 50            | 14            | 417                      | 49                   | 16         | 5          | 35         |
| 2010                                                                            | 25 000               | ?         | ?              | 68         | 54            | 14            | 367                      | 54                   | 15         | 5          | 42         |
| 2013                                                                            | 24 000               | ?         | ?              | 63         | 50            | 13            | 380                      | 40                   | 16         | 5          | 43         |
| 2016                                                                            | 23 342               | ?         | ?              | 67         | 53            | 14            | 348                      | 64                   | 16         | 4          | 41         |
| 2019                                                                            | 22 000               |           |                | 68         | 56            | 12            | 323                      | 61                   | 13         | 3          | 43         |
| Fuente: Catholic-Hierarchy, que a su vez toma los datos del Anuario Pontificio. |                      |           |                |            |               |               |                          |                      |            |            |            |

## Episcopologio
- Justin Abraham Najmy, B.A. † (27 de enero de 1966-11 de junio de 1968 falleció)
- Joseph Elias Tawil † (30 de octubre de 1969-2 de diciembre de 1989 retirado)
- Ignatius Ghattas, B.S. † (2 de diciembre de 1989-11 de octubre de 1992 falleció)
- John Adel Elya, B.S. (25 de noviembre de 1993-22 de junio de 2004 retirado)
- Cyrille Salim Bustros, S.M.S.P. (22 de junio de 2004-15 de junio de 2011 nombrado archieparca de Beirut y Jbeil)
- Nicholas James Samra (15 de junio de 2011-20 de agosto de 2022 retirado)
- François Beyrouti, desde el 20 de agosto de 2022